# Museo Nacional del Ecuador
El Museo Nacional del Ecuador, conocido también por sus siglas MuNa, es el museo nacional de la República del Ecuador, fundado en 1969 por el Banco Central del Ecuador y desde 2010 a cargo de la Subsecretaría Técnica de Memoria Social del Ministerio de Cultura y Patrimonio del Ecuador. El museo se encuentra localizado en la ciudad de Quito, dentro de las instalaciones del edificio de la Casa de la Cultura Ecuatoriana.Hacia 1927, durante el gobierno del Dr. Isidro Ayora, llegó al país la misión económica estadounidense Kemmerer, la cual planteó la importancia de la creación de una banca nacional que se encargue de la política económica y monetaria del Ecuador. La base de las colecciones del Museo Nacional está conformada por los bienes adquiridos en 1960 al suizo Max Konanz. Desde 1965, inició la conformación de las colecciones artísticas, recuperando de científicos y coleccionistas privados, como Luis Felipe Borja, Luis Cordero Dávila, Wilhem Baum, Víctor Mena Caamaño y otros. Posee las más asombrosas obras de arte colonial y republicano, con una existencia de 5.261 obras de escultura, pintura, grabados, muebles, textiles, orfebrería y joyería, porcelana, cristales y más artes decorativas coloniales y republicanas que buscan afirmar la identidad mestiza del país, fruto incomparable del sincretismo europeo-americano.
El MUNA-Q es considerado la mayor institución museística del país, ya que mantiene la más grande colección de bienes ancestrales, variedad de cuadros de diferentes artistas y épocas, además de vasijas y figuras ceremoniales de diversos períodos de la historia ecuatoriana.

## Historia

### Inicios (1939-1969)
Hacia 1927, durante el gobierno del Dr. Isidro Ayora, llegó al país la misión económica estadounidense Kemmerer, la cual planteó la importancia de la creación de una banca nacional que se encargue de la política económica y monetaria del Ecuador. Como en ese tiempo se le obligaba al Estado a tener el 50 por ciento de la reserva monetaria respaldada en oro, muchas piezas de origen prehispánico fueron adquiridas por la institución. Sin embargo, hacia 1946, la labor del Dr. Julio Aráuz que se desempeñaba como químico del Banco Central del Ecuador, permitió que estos objetos se conservaran.

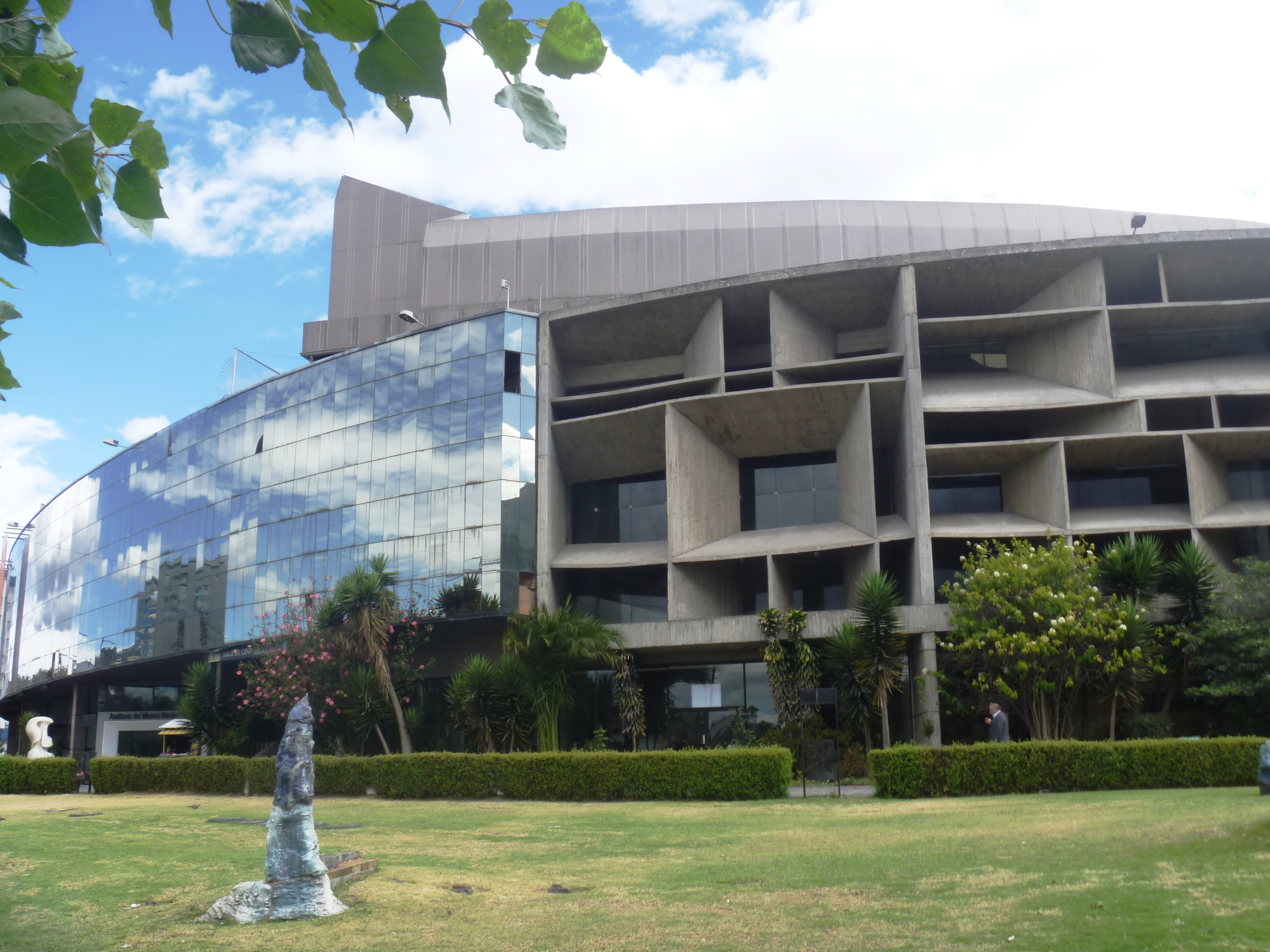
La entrada al Museo está ubicada al costado norte del Edificio de los espejos de la Casa de la Cultura Ecuatoriana.

Este fue el origen de la primera colección del variado y rico patrimonio cultural que actualmente conserva el Museo, la que en el transcurso del tiempo se incrementó con la adquisición de valiosas colecciones privadas, entre ellas la del suizo-ecuatoriano Max Konanz en 1960, que prácticamente consolidó en la mente del Gerente General de aquella época, Guillermo Pérez Chiriboga la idea de abrir un Museo en la Institución. Esta labor fue encomendada a Hernán Crespo Toral, para entonces el único museólogo del país, que fue enviado a Francia para estudiar todo lo referente a la museología moderna de su tiempo en l’École du Louvre. En 1959 Crespo Toral vuelve de París, y el Dr. Pedro Armillas, arqueólogo español con el que había colaborado, al ver su interés y predisposición le sugirió y ayudó a conseguir una beca de la UNESCO. De regreso a Quito se presentó al Ministerio de Educación donde, como parte del compromiso de la beca, debía poner al servicio del país sus nuevos conocimientos y retribuir así lo recibido.
Hernán Crespo Toral visitó a Guillermo Pérez Chiriboga, Gerente del Banco Central en aquel tiempo, y se ofreció para estudiar y catalogar los objetos de cerámica. Le dieron un espacio en el primer piso de una casa de María Augusta Urrutia, en la calle García Moreno y allí se trasladaron las piezas. Le pusieron un escritorio y es en ese lugar donde empezó la limpieza y estudio de objetos y fragmentos junto con Ana Velasteguí. Al principio “los tiestos”, las piezas, están en el suelo pero pronto consigue que le den unos anaqueles metálicos de los llamados Dexion y así, en esas condiciones precarias, con una enorme paciencia los fueron clasificando.
Luego de este arduo proceso, el Museo Arqueológico y Galerías de Arte Guillermo Pérez Chiriboga se inauguró el 1 de diciembre de 1969, en el quinto y sexto pisos del edificio matriz del Banco Central del Ecuador en el parque de La Alameda. Al acto asistió el presidente José María Velasco Ibarra. Hernán Crespo mantuvo una estrecha relación con los arqueólogos e investigadores Carlos Zevallos Menéndez y Francisco Huerta Rendón. En 1944 había llegado al Ecuador el danés Olaf Holm como parte de una misión diplomática de Dinamarca con la idea de estrechar relaciones entre ambas naciones. Tras conocer a Zevallos, se despertó en él el interés por incursionar en la arqueología. En 1962 Antonio Santiana y Angel Bedoya Maruri conformaron la Sociedad de Amigos de la Arqueología, institución a la que Holm se unió en 1964. Todo este grupo de antropólogos e investigadores contribuyeron a consolidar los estudios históricos, arqueológicos y antropológicos del Ecuador. Hernán Crespo lo invitó a formar parte del Consejo de Gobierno del Museo Arqueológico y en 1967 crearon una comisión destinada a la recuperación y salvaguarda del complejo arqueológico de Ingapirca en la provincia de Cañar.

### Primera Etapa (1970 - 1990)
Durante las décadas de 1970 a 1990, el Museo Nacional se convirtió en el eje dinamizador de la cultura y la educación patrimonial en el país. En 1973, Hernán Crespo conformó la Comisión regional en Guayaquil del Patrimonio Artístico Nacional y en 1974, Olaf Holm ingresó al Banco Central del Ecuador como Director-Asesor Técnico del Museo Antropológico en esa ciudad. Allí formó la comisión de adquisiciones con Enrique Tábara y Yela Loffredo de Klein y comenzó a realizar millonarias compras de lotes de piezas precerámicas, cerámicas y metalúrgicas.
En 1978 se conformó el Centro de Investigación y Cultura, lo que dio paso a la creación del Museo del Banco Central de la ciudad de Cuenca en 1980. De ese modo se fue consolidando la importante labor que la institución bancaria estaba desarrollando por la cultura y el patrimonio nacionales, ya que de lo contrario en aquellos años no había otro organismo capaz de hacerlo. 
Entre 1970 a 1984, el Ecuador gozó de una época de cierta bonanza económica que le permitió al Banco Central desarrollar una intensa labor en pro de la recuperación de la historia e identidad del pueblo ecuatoriano. Fue durante esta época conocida como la edad de oro, que desde el Museo Nacional y los otros museos de Cuenca y Guayaquil, se organizaron proyectos de restauración y rescate de sitios arqueológicos tales como Ingapirca (Cañar), Tulipe y Rumicucho (Pichincha) y Pumapungo (Azuay), así como iglesias y conventos de Sicalpa, Las Conceptas de Riobamba y La Asunción de Guano (Chimborazo), etc. En convenio con otras entidades y gobiernos seccionales, se restauraron iglesias, casas coloniales, se patrocinaron investigaciones antropológicas, etnográficas, concursos de artes plásticas, exposiciones, se editaron libros especializados, videos, películas, todo ello, deslumbrando al Ecuador y al mundo con la inmensa riqueza del Patrimonio Cultural oculto y desconocido por siglos.
Durante esta misma época se consolidó el Patrimonio Cultural del Museo Nacional mediante la conformación de sus fondos de Arqueología (100.000 objetos), Arte Colonial y Republicano, (5094 piezas), Arte Contemporáneo (2542 obras), Etnografía y Numismática, bienes que representan el mayor caudal de testimonios de la Historia ecuatoriana que deben ser conocidos y admirados por la colectividad.

### Segunda Etapa (1990-2010)

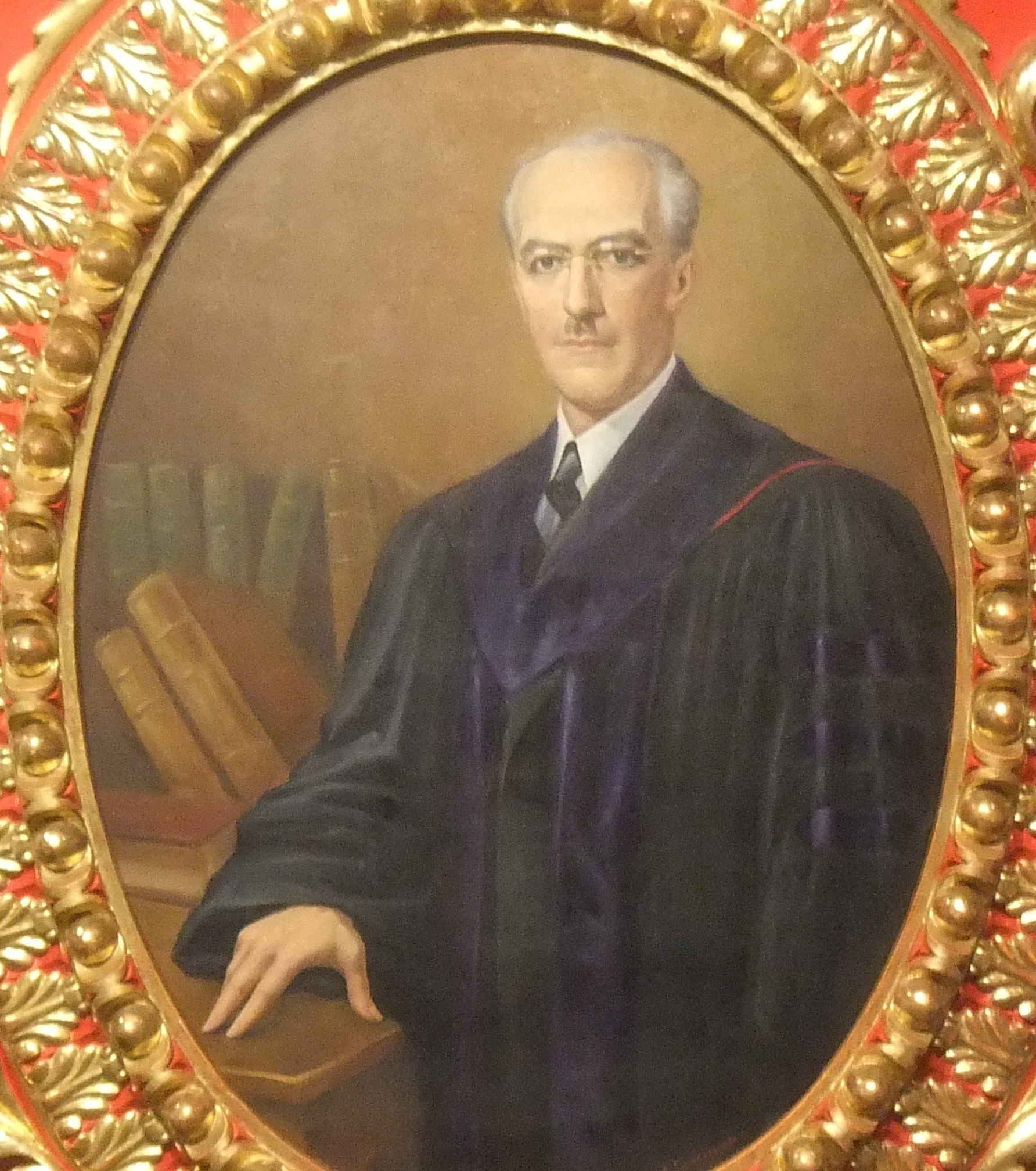
Retrato de Jacinto Jijón y Caamaño, por Enrique Gomezjurado.

Una serie de acontecimientos políticos y económicos del país afectaron la continua labor del museo hasta cerrar sus puertas en 1991.  En 1992, con el propósito de brindar al público espacios más amplios de exposición, las autoridades del Banco Central del Ecuador resolvieron trasladar sus instalaciones hacia un nuevo y amplio local en el edificio de la Casa de la Cultura Ecuatoriana, en la avenida Patria entre 6 de Diciembre y 12 de Octubre, manteniendo sus reservas y oficinas administrativas en el Edificio Aranjuez, situado en las calles Reina Victoria y Jorge Washington (La Mariscal). El Archivo Histórico, la Musicoteca se ubicaron en el edificio antiguo del Banco Central, en el Centro Histórico. Para entonces, el Museo cubría con sus colecciones el amplio espectro de la cultura del país tanto cronológica como especialmente por lo cual se lo empezó a llamar "Museo Nacional del Banco Central del Ecuador".
El nuevo Museo Nacional del Banco Central del Ecuador se inauguró en 1995 bajo la presidencia del arquitecto Sixto Durán Ballén. En esta etapa, el museo contó con las salas de arqueología, oro, arte colonial, arte decimonónico, arte contemporáneo y una sala dedicada al mueble colonial y republicano. 

### Tercera Etapa (Del 2010 en adelante)
Bajo la presidencia del economista Rafael Correa Delgado, el 15 de enero de 2007 se creó el Ministerio de Cultura con el propósito de que se encargue de las funciones que antes correspondían a la Subsecretaría de Cultura adscrita al entonces Ministerio de Educación y Cultura de Ecuador. De esa manera se inició una profunda transformación de las políticas públicas relacionadas con la cultura del país en el marco de la conformación de un Sistema Nacional de Cultura, dentro de lo cual se dispuso que toda la actividad cultural que por muchas décadas mantuvo el Banco Central del Ecuador pase al control de la nueva Cartera de Estado, bajo la Subsecretaría Técnica de Memoria Social, la misma que asumió las funciones que antes hacía la Dirección Cultual del BCE. 
El presidente del directorio del Banco Central, Diego Borja, hizo la entrega simbólica a la ministra de Cultura de aquel entonces, Érika Sylva, de la administración de 18 museos, 7 bibliotecas y un archivo fotográfico, entre otros bienes, ubicados en las ciudades de Quito, Guayaquil y Cuenca.
El Museo Nacional Quito (MUNA-Q) continúa funcionando en las instalaciones de la Casa de la Cultura Ecuatoriana, mientras que la biblioteca, archivo histórico y musicoteca se encuentran en el edificio Aranjuez, ubicado en las calles Reina Victoria y Jorge Washington. A lo largo de aproximadamente seis décadas de existencia, el museo se ha convertido en la Institución pionera en proteger el patrimonio cultural ecuatoriano, abriendo su gestión hacia la difusión de los acervos que custodia y que conforman las mejores y más numerosas colecciones del país, técnica y prolijamente inventariadas, conservadas, investigadas y metodológicamente expuestas en sus salas permanentes y temporales.

## Edificio
El museo se encuentra alojado dentro de las instalaciones del edificio de la Casa de la Cultura Ecuatoriana. Aunque no se encuentra del todo terminada, esta edificación  estuvo incluida entre las obras a realizar en Quito con motivo de la XI Conferencia Interamericana de 1959, que finalmente nunca llegó a celebrarse. El edificio, contiguo a la antigua casa neocolonial, conocida como Palacio Benjamín Carrión y que fuera la primera sede de la Casa de la Cultura, contrasta por su escala, estructura de hormigón armado y expresión moderna. El diseño es del arquitecto René Denis que invitado por Benjamín Carrión regresó de Francia con ese fin. Finalmente en 1975 se consiguió el apoyo gubernamental para concretar las áreas para museos, la Biblioteca Nacional y la radiodifusora. En 1984 se finalizó el Teatro Nacional con capacidad para 2.000 asistentes y en 1992 el Ágora para 4.000 personas y se adecuaron los espacios para los museos de la CCE y para el Museo Nacional.  

## Colecciones

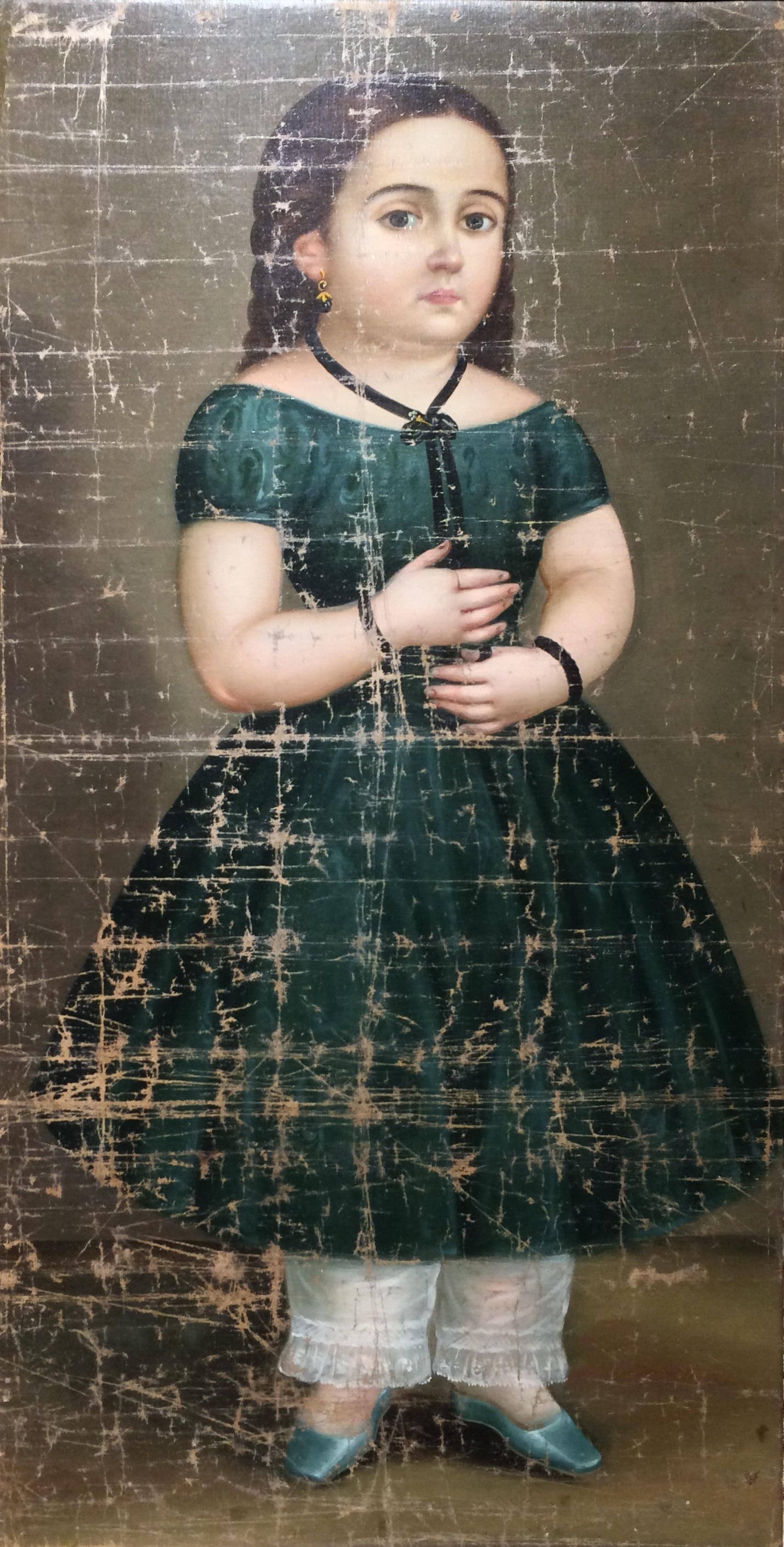
Retrato niña (s. XIX), óleo sobre lienzo, anónimo.

La base de las colecciones del Museo Nacional está conformada por los bienes adquiridos en 1960 al suizo Max Konanz. Desde 1965, inició la conformación de las colecciones artísticas, recuperando de científicos y coleccionistas privados, como Luis Felipe Borja, Luis Cordero Dávila, Wilhem Baum, Víctor Mena Caamaño y otros. Posee las más asombrosas obras de arte colonial y republicano, con una existencia de 5.261 obras de escultura, pintura, grabados, muebles, textiles, orfebrería y joyería, porcelana, cristales y más artes decorativas coloniales y republicanas que buscan afirmar la identidad mestiza del país, fruto incomparable del sincretismo europeo-americano.
Paralelamente, se organizaron colecciones artísticas modernas y contemporáneas, al propiciar la adquisición de la producción más selecta de los artistas plásticos ecuatorianos, con alrededor de 800 obras de escultura, pintura, dibujo, grabado, fotografía, etc., lo cual permite visualizar la permanente dinamia del creador nacional. Para el efecto se organizó durante tres años consecutivos el Concurso Nacional de Artes Plásticas (1977, 1978 y 1979), que ayudó a la promoción y conocimiento de nuevos valores artísticos. La colección incluye algunas muestras de arte internacional, destacándose la gran muestra donada por el maestro Estuardo Maldonado.

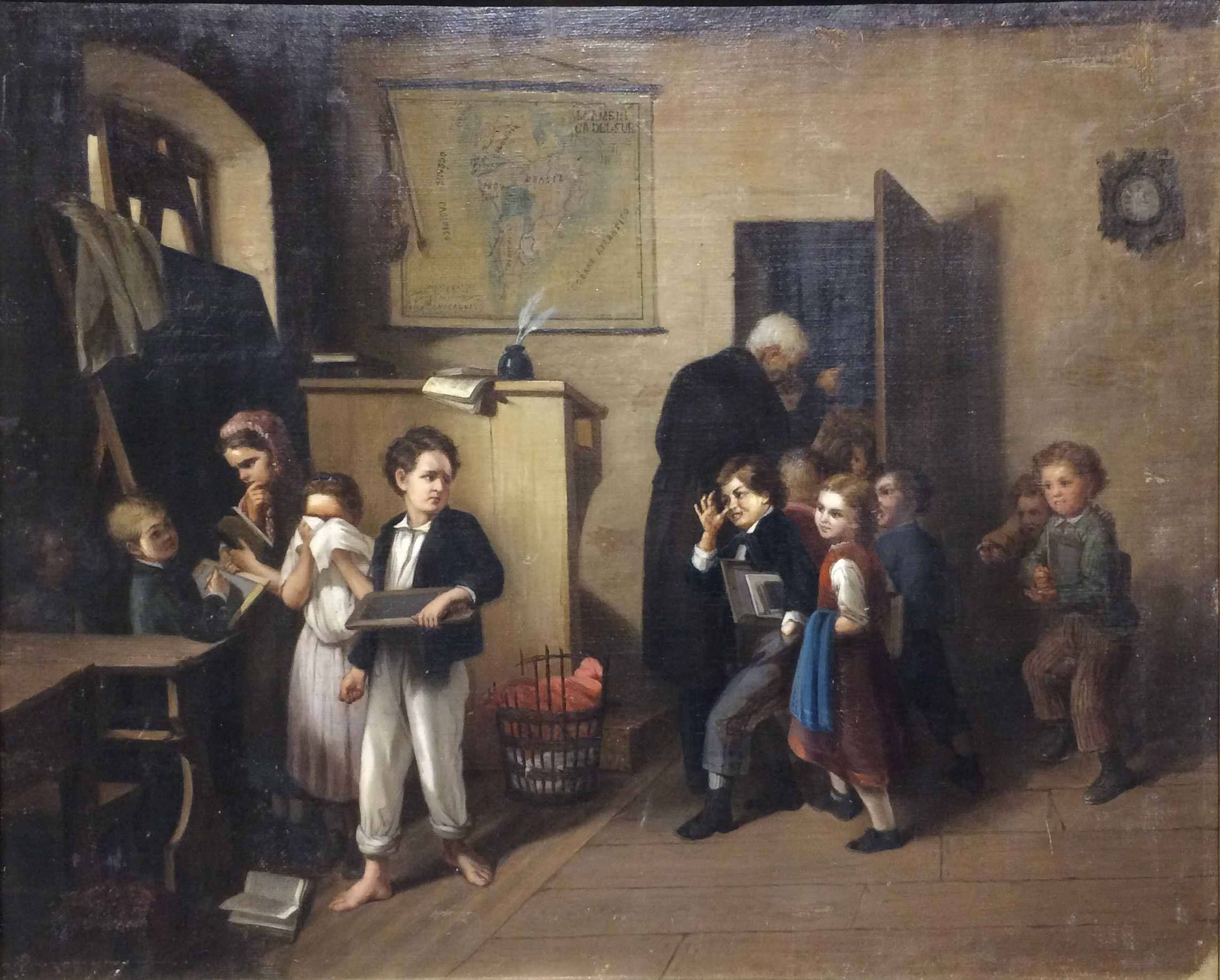
Escena clase de geografía (s. XIX), óleo sobre lienzo de Juan Manosalvas.

Desde 1976 se inició la conformación de las colecciones etnográficas, apoyando la investigación antropológica sobre las comunidades aborígenes de las diversas etnias ecuatorianas, con cerca de 300 objetos de uso cotidiano, festivo-ceremonial, mágico-religioso, lúdico, laboral, funerario, etc., todo lo cual ha permitido una valorización de los grupos sociales del país, permanentes custodios de las más ancestrales tradiciones y que afianzan en el Ecuador su mayor riqueza pluriétnica y multicultural. Para difundir este patrimonio, la Institución, en calidad de comodato, entregó al Consejo Provincial de Pichincha, las colecciones y el montaje museológico del Museo Etnográfico de la Mitad del Mundo. Hoy cuenta con el Museo Etnográfico, en la ciudad de Cuenca.
Así, el Banco Central del Ecuador, a través de sus tres direcciones culturales regionales de Quito, Guayaquil y Cuenca, logró a lo largo de cuarenta y cuatro años (1959-2003), reunir en su matriz en Quito, los siguientes bienes: 

### Dirección cultural Quito
- Arqueología: 40.000 bienes.
- Arte Colonial, Decimonónico, Moderno y Contemporáneo: 7.500 bienes.
- Numismática: 145.000 bienes entre monedas y billetes.

### Dirección cultural Cuenca
- Arqueología: 9.899 bienes.
- Arte Colonial, especialmente Decimonónico,  Moderno, y Contemporáneo: 2.090 bienes.
- Etnografía: 8.500 bienes.
- Numismática: 327 bienes.

### Dirección cultural Guayaquil
- Arqueología: 99.000 bienes.
- Arte Colonial, Moderno y especialmente contemporáneo: 1.431 bienes.

### Galería de obras representativas

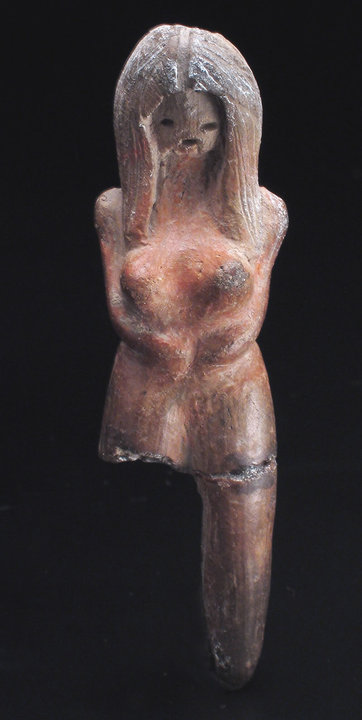
Figurilla de Valdivia (3800 a. C.).
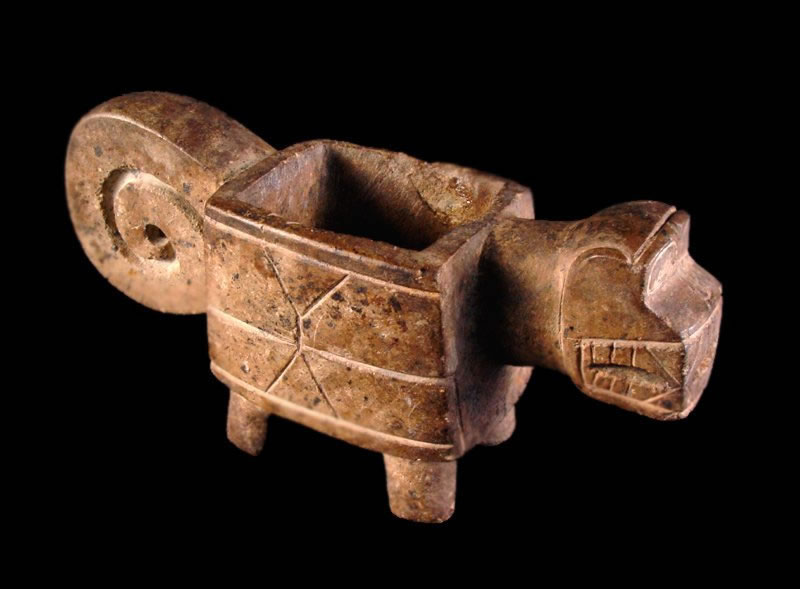
Mortero Valdivia (3800 a. C.).
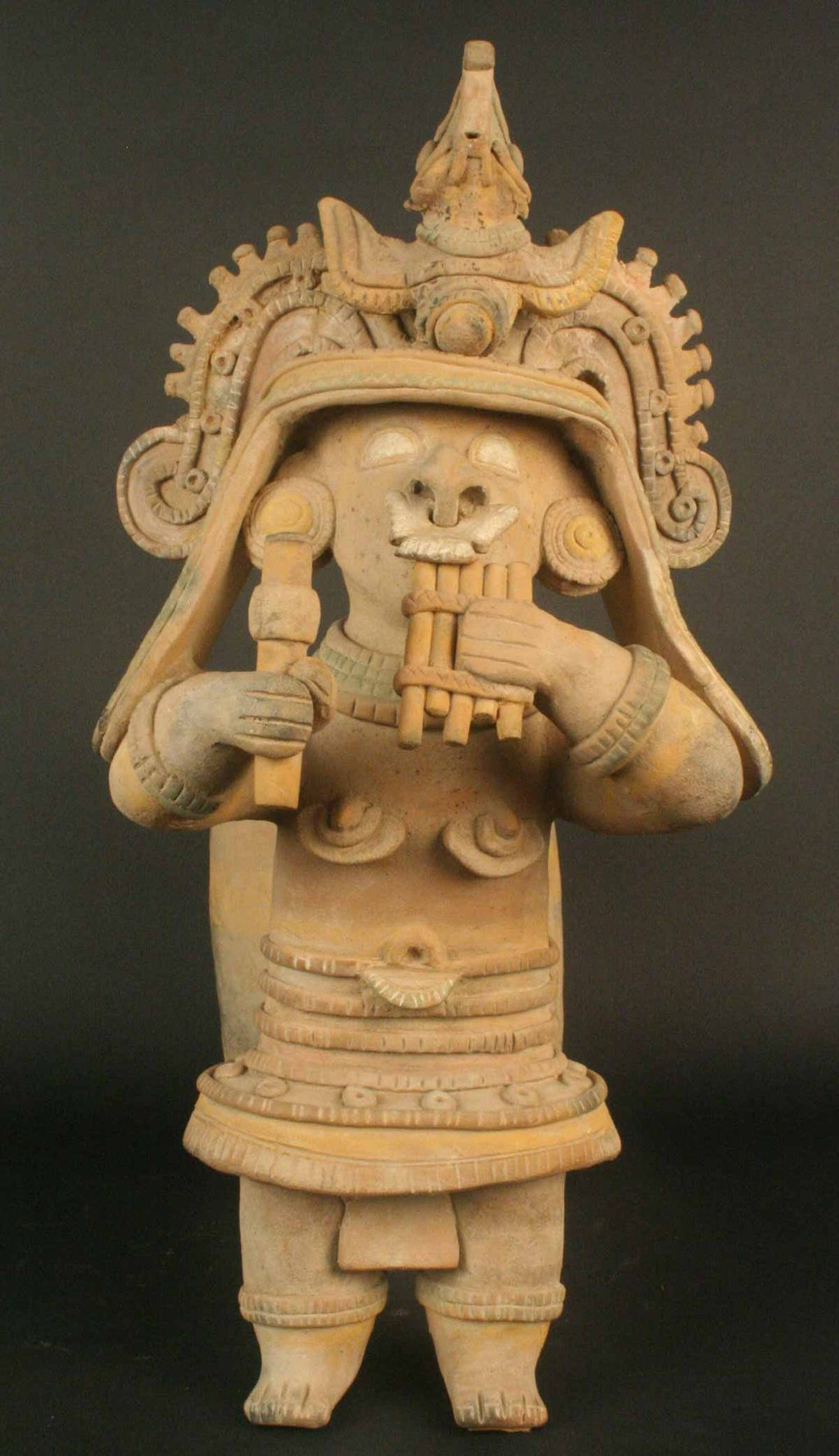
Músico de Jama Coaque (500-1531 d. C.).
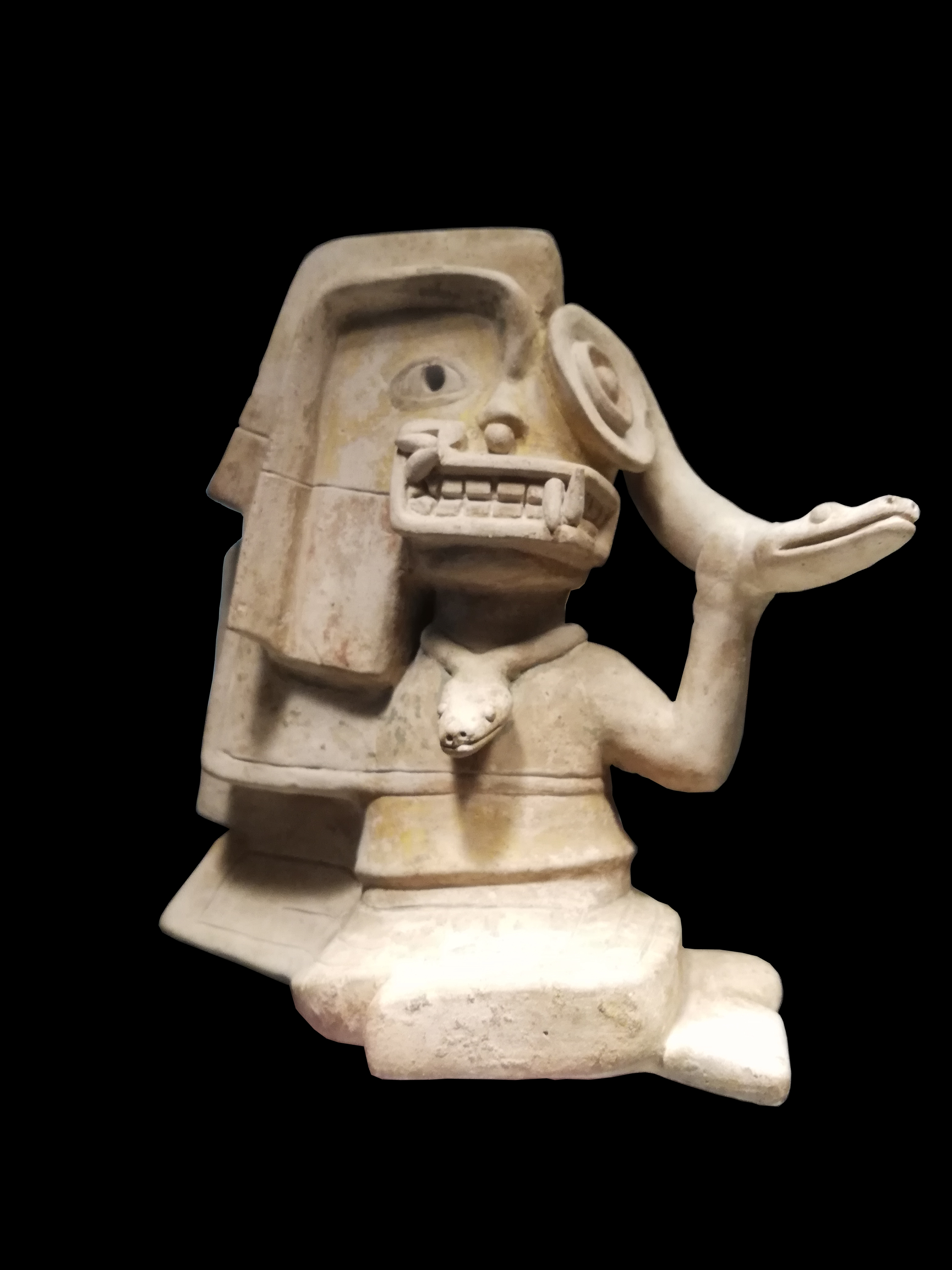
Picasso tolita (período de Desarrollo regional).
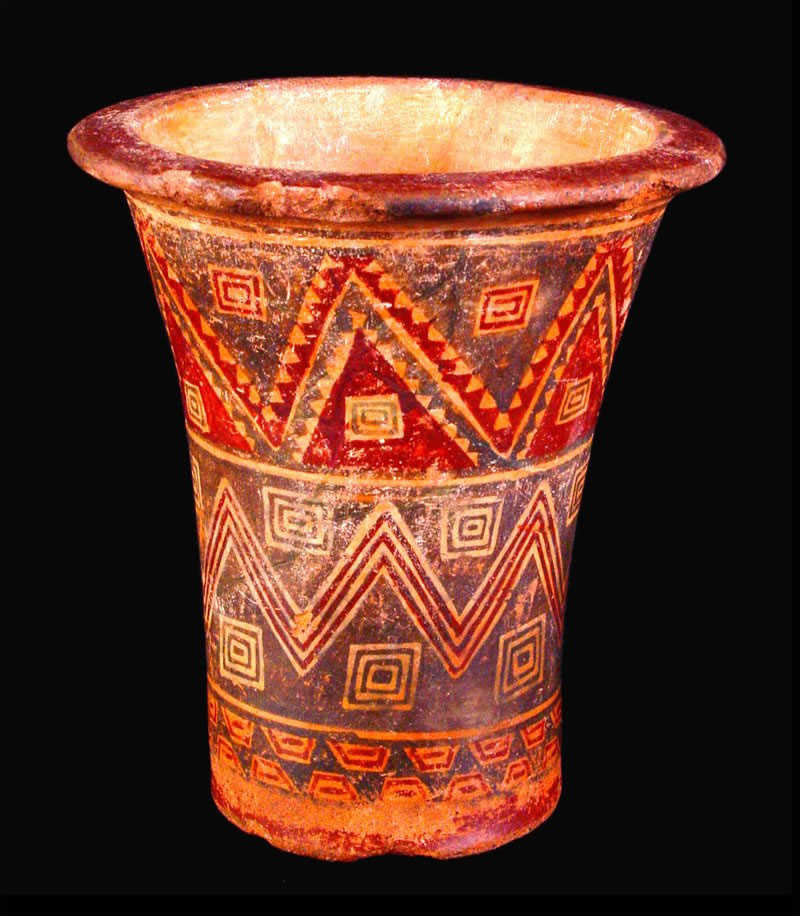
Quero inca (c. 1534).
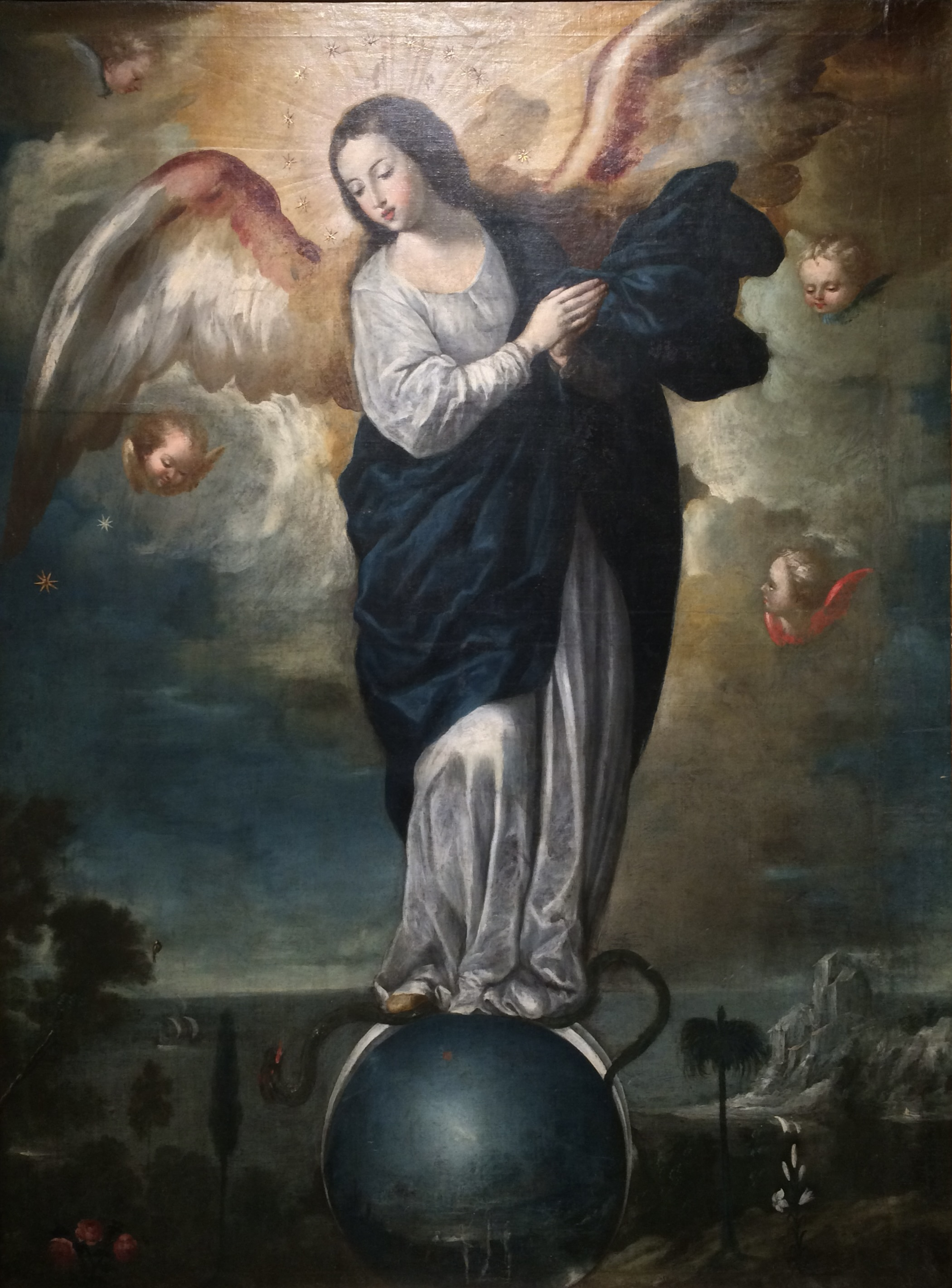
Virgen alada del Apocalípsis (s. XVII), Miguel de Santiago.
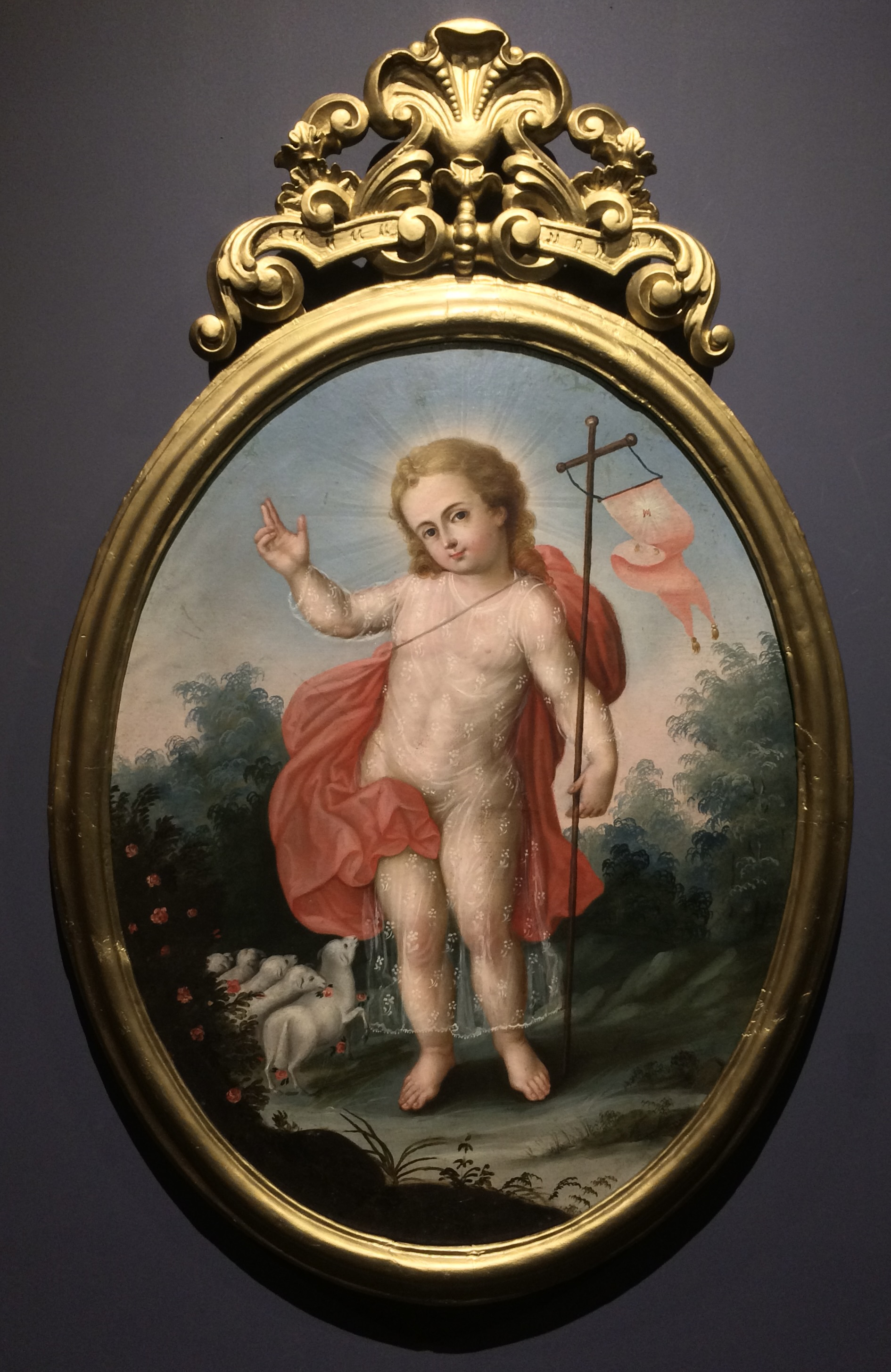
Niño Dios (s. XVIII), Manuel de Samaniego.
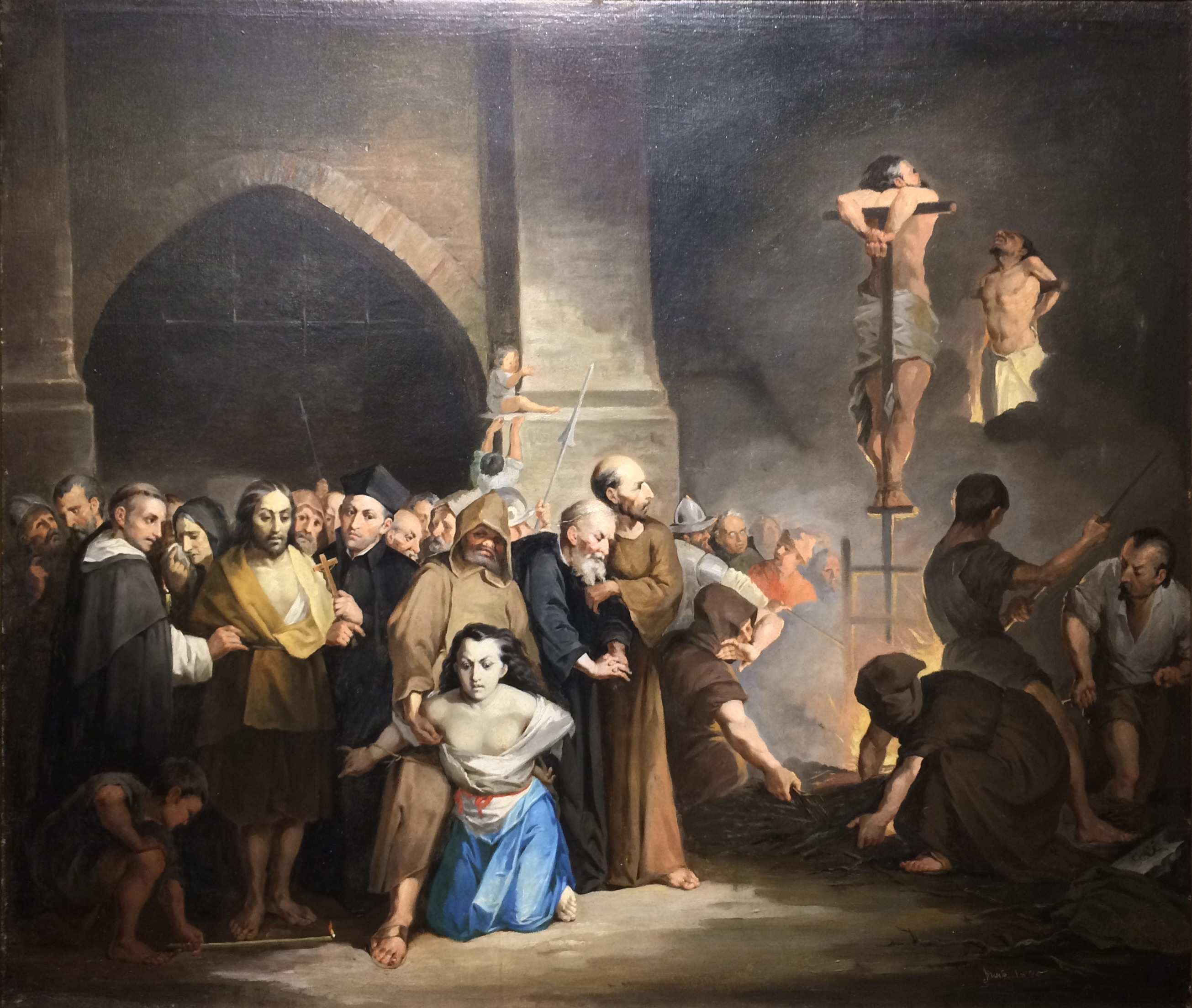
Escena de Inquisición (1895), Joaquín Pinto.
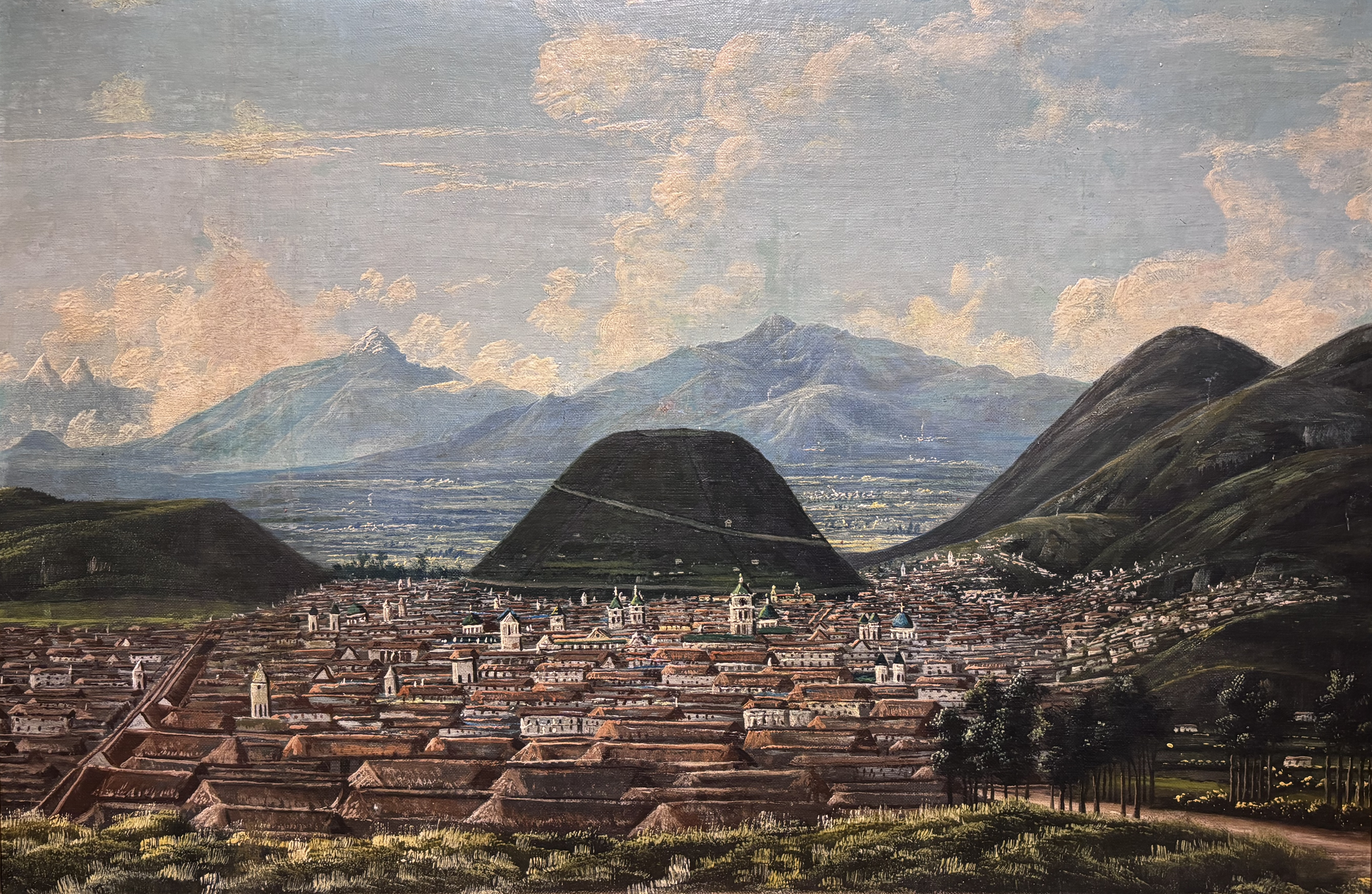
Quito (c. 1860), óleo atribuido a Rafael Salas.
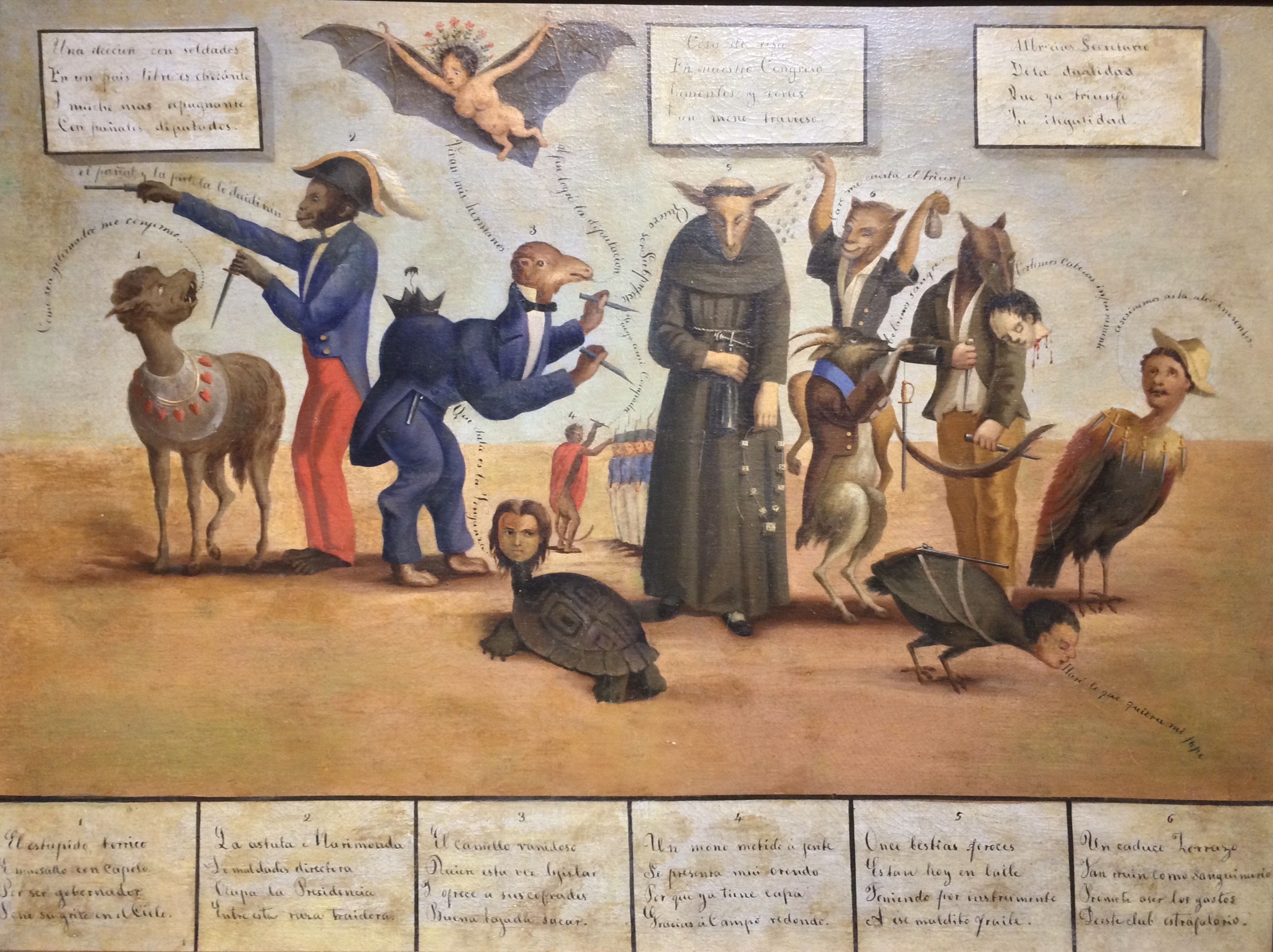
Escena satírica (ca. 1865), Juan Agustín Guerrero.
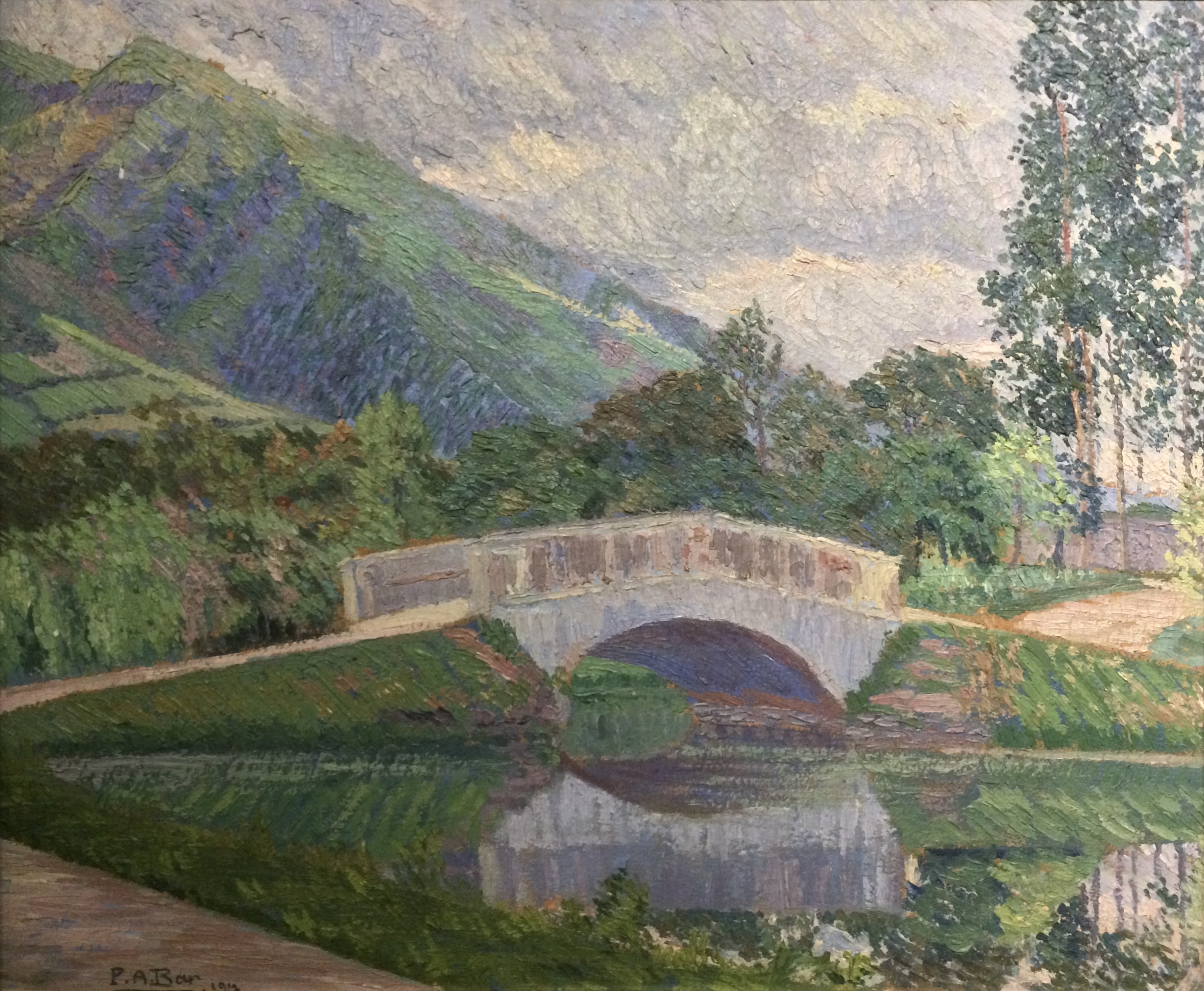
Puente de La Alameda (1912), Paul Bar.
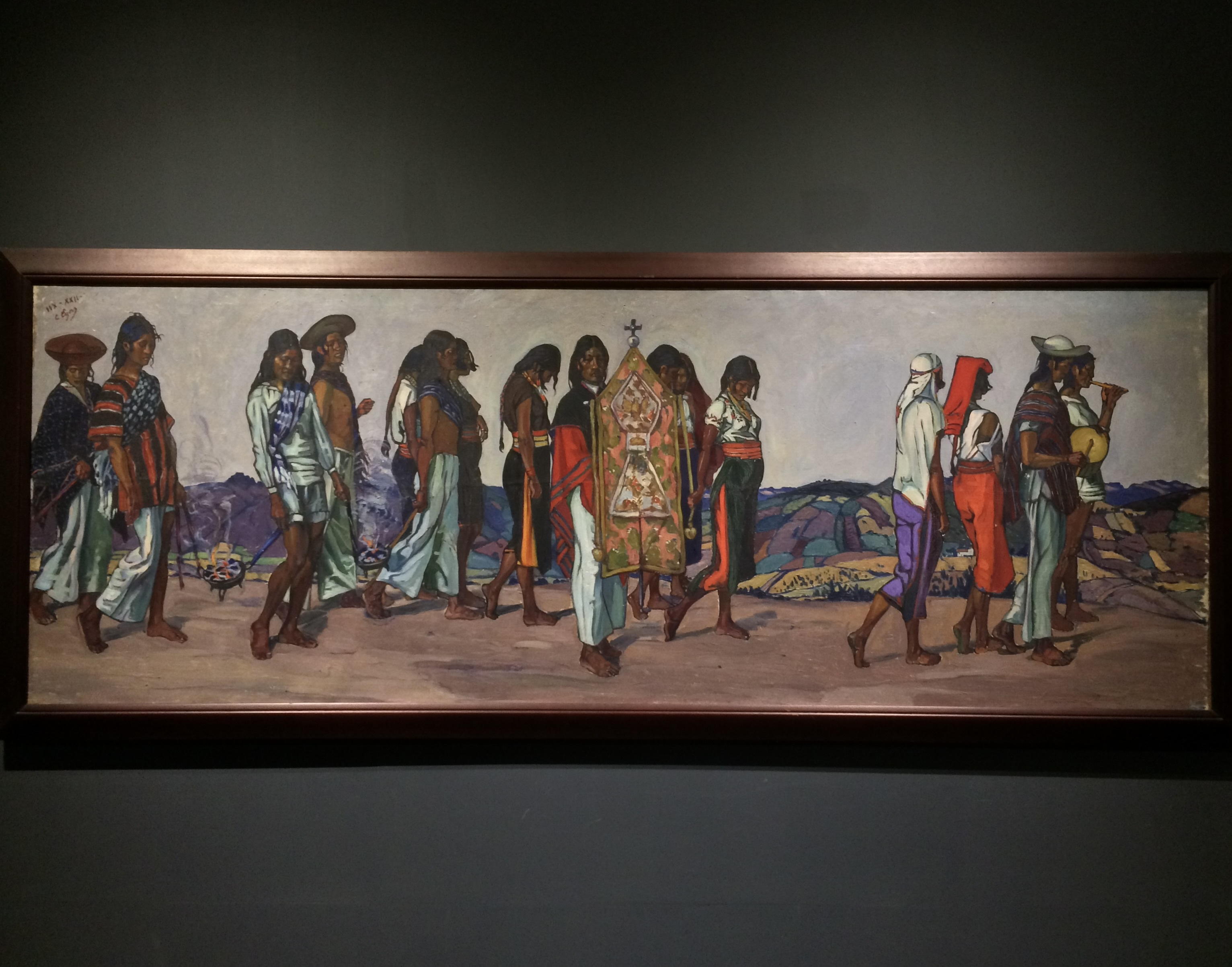
Procesión (1922), Camilo Egas.
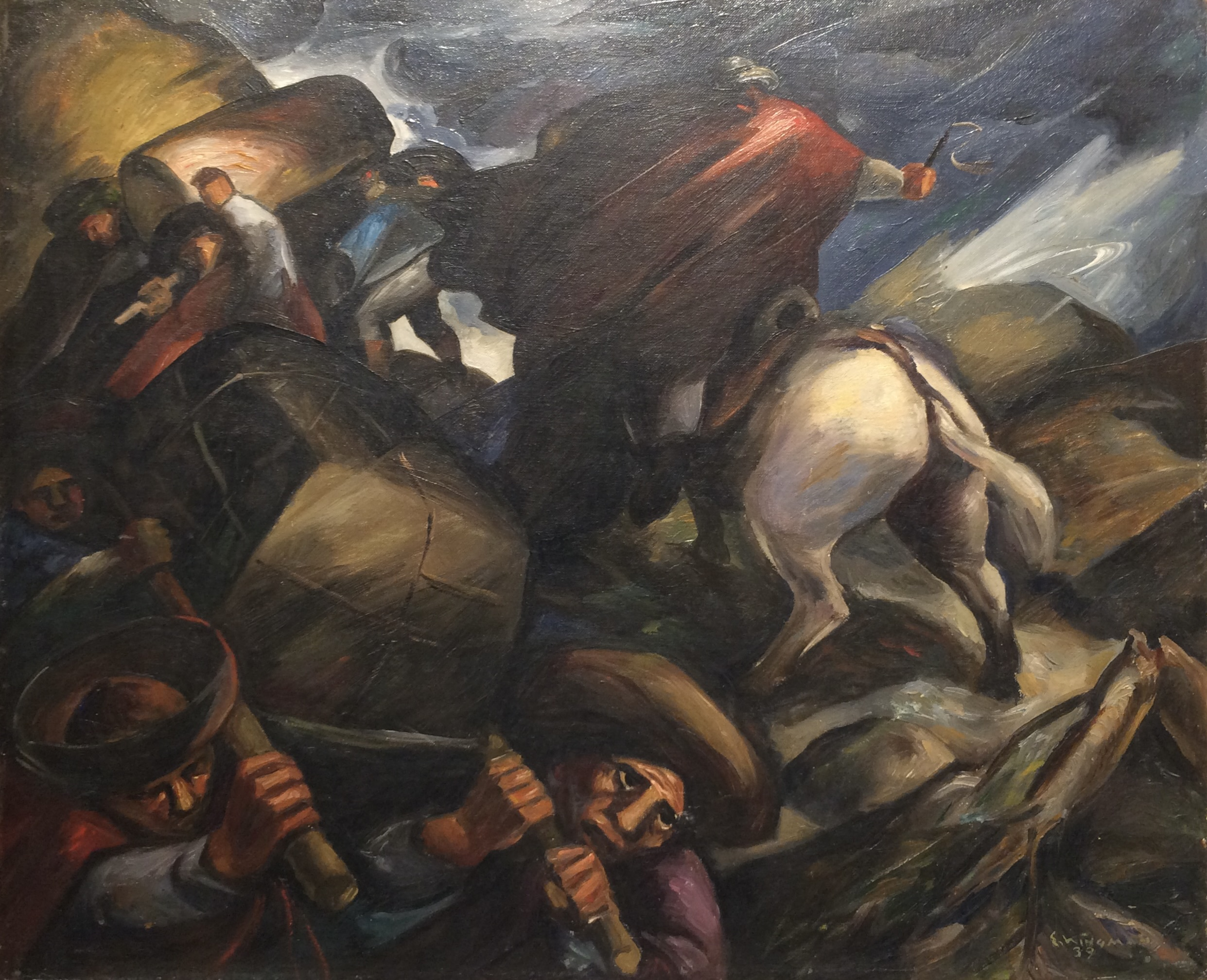
Los Guandos (1939), Eduardo Kingman Riofrío.

Todos estos bienes, que constituyen la mejor y más numerosa colección del país, han sido técnicamente inventariados y conservados en sus reservas; prolijamente investigados; científica y estéticamente expuestos en sus salas permanentes y temporales; metodológicamente difundidos para conocimiento y disfrute nacional e internacional
El Ministerio de Cultura y Patrimonio del Ecuador, a través de la Subsecretaría Técnica de Memoria Social y con el apoyo del Instituto Nacional de Patrimonio Cultural son los actuales custodios del invaluable legado que la nueva Red de Museos guarda en sus repositorios de la memoria histórica nacional.

## Exposiciones permanentes
NÚCLEO HISTÓRICO

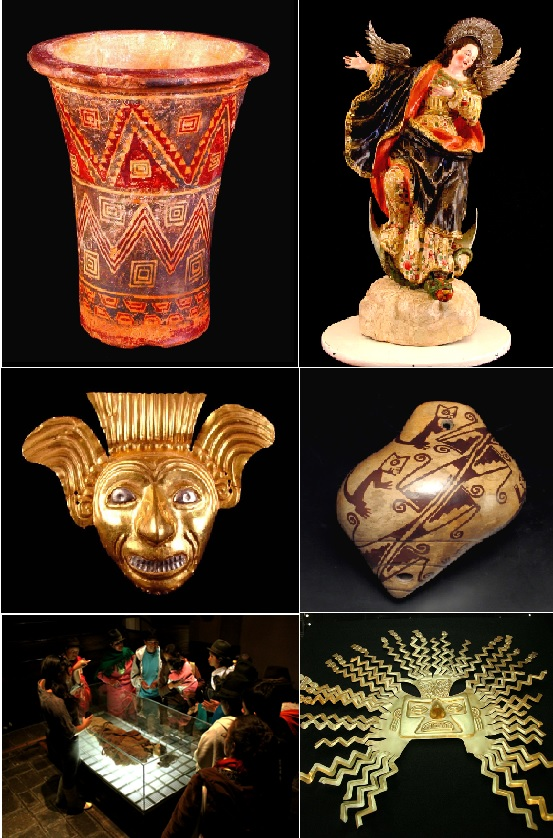
Piezas representativas del Museo.

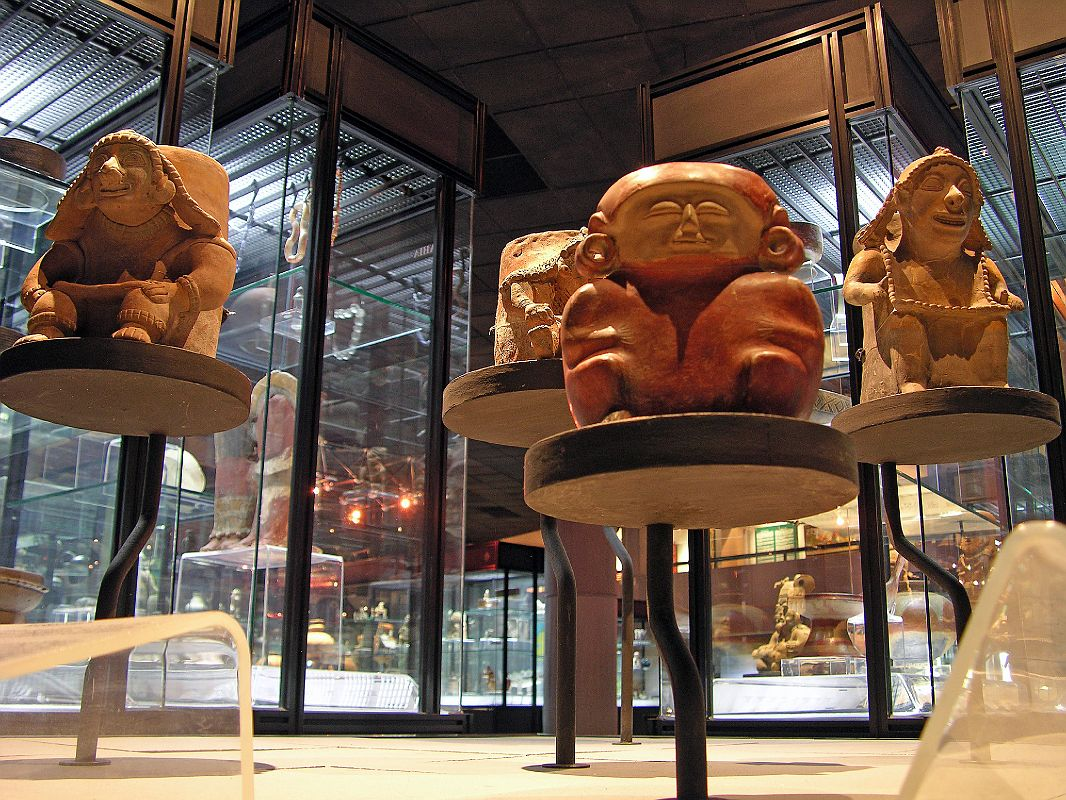
Antiguos comerciantes prehispánicos

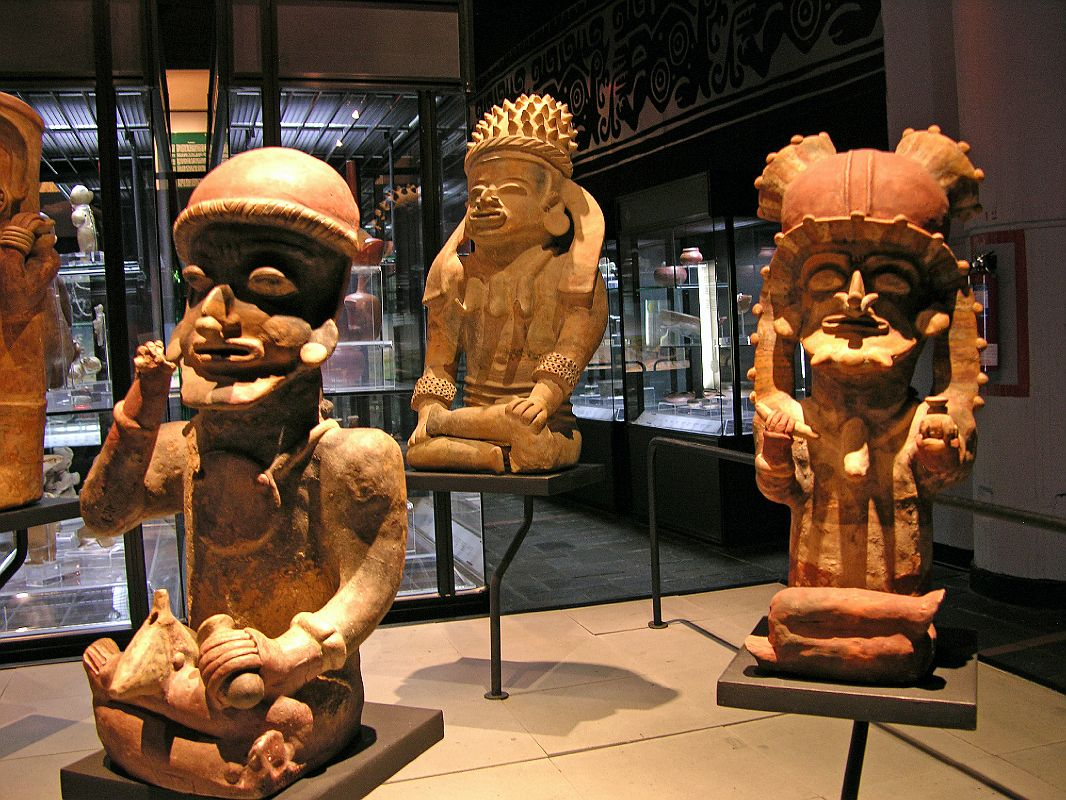
Gigantes de la cultura Bahía (500a.C. -650 d. C.)

El museo, como institución moderna occidental, surgió a inicios del siglo XVIII con la Ilustración -proceso amparado en la razón para el ejercicio del poder y la autoridad-. Durante muchos años los museos construyeron los discursos idóneos de cada nación al promover que sus visitantes se sientan parte de una comunidad.
En los siglos XVII y XVIII el coleccionismo se convirtió en el centro de la investigación occidental, al ser una práctica que promovió sistemas de búsqueda y clasificación de objetos. Estos eran vistos como portadores de información sobre la ciencia, la cultura, el paisaje y la industria.
En América Latina, los museos nacionales se desarrollaron durante los siglos XIX y XX para exaltar el pasado heroico de las nacientes repúblicas. Sin embargo, conservaron valores y herencias coloniales en un discurso de dominación promovido por las élites, que acrecentó la segregación de otras identidades y minorías.
La tradición que dejó sentada el viajero alemán Alexander von Humboldt (1769-1859) en los territorios americanos, irradiaba una suerte de interés por el estudio de culturas prehispánicas relacionadas con la historia natural y amparadas en numerosas crónicas coloniales sobre lugares considerados emblemáticos.
En el siglo XXI, nuestro museo nacional reconoce las identidades diversas y sus constantes transformaciones y busca establecerse como un espacio de participación, diálogo, confrontación y representación de la esfera pública.
Les invitamos a ser parte de este proceso en construcción permanente donde la memoria, el patrimonio, las identidades y la participación social entran (están) en constante diálogo con los bienes culturales.
CONCEPTOS TRANSVERSALES

Las demandas de la sociedad global, la influencia de nuevas tecnologías de comunicación e información, los conceptos contemporáneos de memoria social y patrimonio cultural amplían el ejercicio de los derechos culturales y la crítica de la identidad homogénea construida desde la exclusión. Además, exigen a los espacios culturales replantear sus discursos para integrar diversas ópticas y crear nuevas relaciones con la ciudadanía.

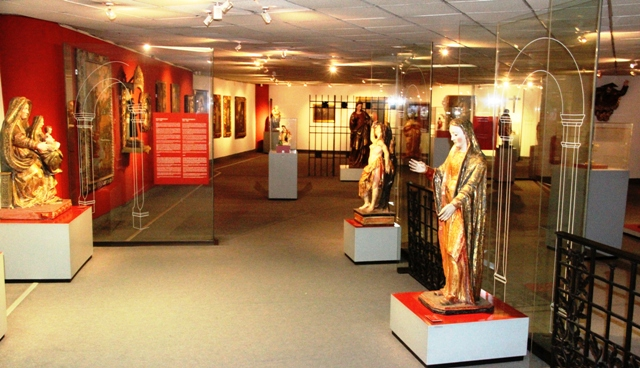
Sala de Arte Colonial.

El Museo Nacional del Ecuador es un proyecto en construcción permanente de relaciones sociales y de producción de conocimientos, donde el género y la interculturalidad pasan de ser un simple enunciado, a convertirse en ejes transversales de su trabajo. La inclusión de distintas dinámicas culturales, que atraviesan estos ejes, está reflejada en ejemplos de procesos contemporáneos de creación y construcción de un diálogo social.
Cada uno de los conceptos que guían el discurso del Museo Nacional tienen, como finalidad involucrar al visitante en una experiencia integradora que incite al diálogo social. El Museo Nacional del Ecuador, al ser un espacio en construcción permanente, promueve acciones propositivas para el desarrollo de instrumentos que fortalezcan una conciencia crítica en lo nacional.
En este espacio, la memoria social y el patrimonio cultural expresan las dinámicas de un pasado diverso e incluyente en el que el reconocimiento de la multiplicidad de sujetos es fundamental para la construcción de una conciencia ciudadana.
EJE TEMÁTICO 1
PODER POLÍTICO Y ORGANIZACIÓN SOCIAL
Sociedades originarias / Colonia / Época Republicana

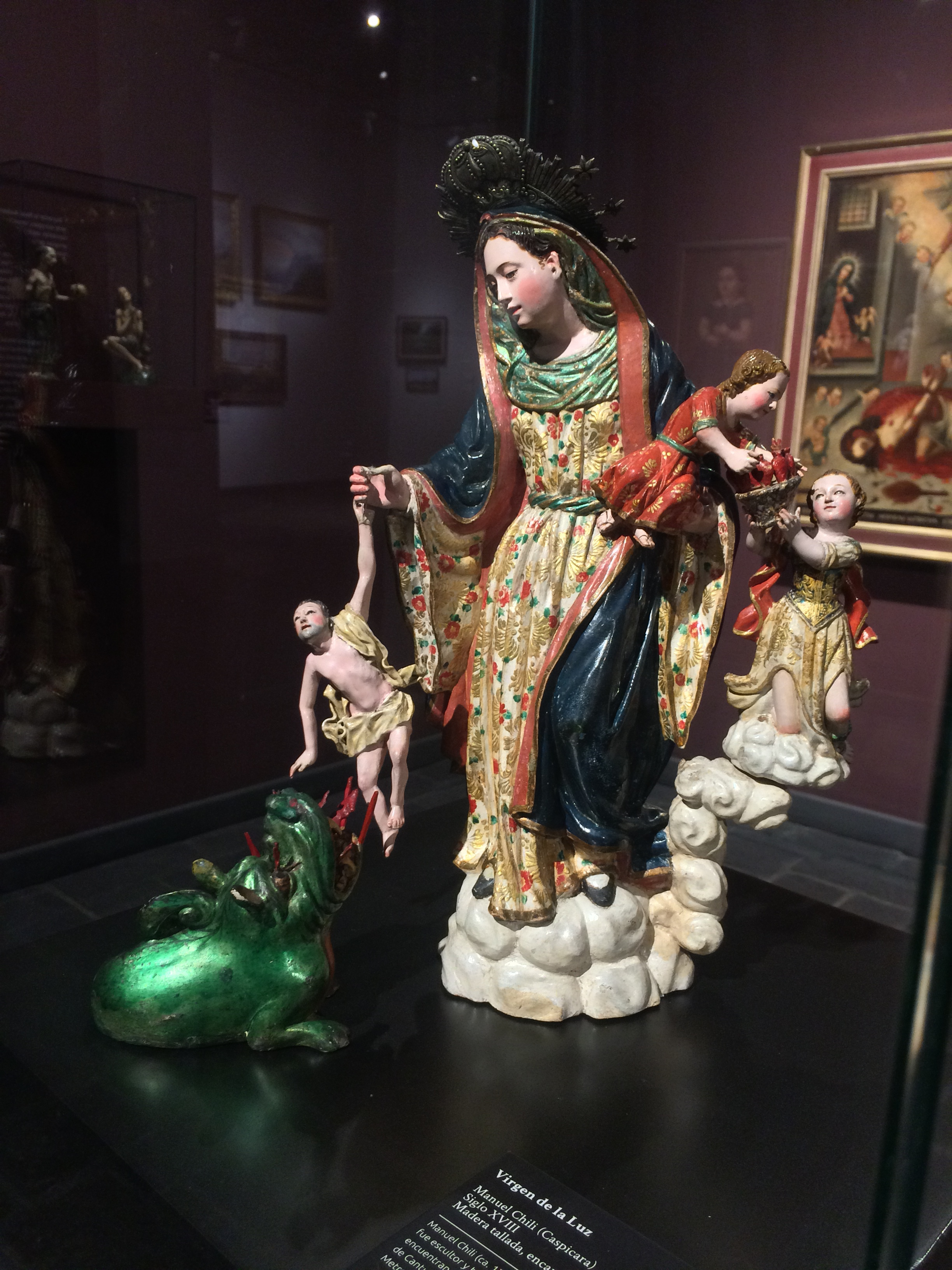
Virgen de la Luz (s. XVIII), escultura policromada y encarnada de Caspicara.

Cuando una comunidad comparte intereses, valores y formas de actuar, que le permiten responder a los desafíos del entorno social y cultural en el que se desempeña, hablamos de una sociedad organizada. Las relaciones humanas pueden ser explicadas desde el estudio de los procesos históricos, los fenómenos sociales y sus orígenes, en los que el ser humano tiene la capacidad de colaborar en el mantenimiento de las relaciones sociales.
Para interpretar la complejidad de la organización social y política de los pueblos originarios es necesario observar algunas evidencias de su cultura material, como la iconografía y los sistemas constructivos, especialmente en aquellos que no tenían escritura. Las imágenes plasmadas en objetos materiales son una forma de comunicación. Por ejemplo, las figuras moldeadas en cerámica, metal y hueso transmiten mensajes sobre las formas de relacionarse de una sociedad.
A partir de la conquista española, el sistema de dominación y organización social se impuso desde el poder monárquico, influenciado por la Iglesia. Este sistema, apropiado y resignificado por élites terratenientes locales, se tradujo en una forma de control que también puede ser interpretado desde el concepto de “poder pastoral”.
Luego de los procesos independentistas en América Latina, los sistemas de organización social y poder político se enfocaron en el mantenimiento del equilibrio social, a través de la institucionalidad del Estado. Conceptos como ciudadanía, democracia, pueblo, derechos, entre otros, fundamentaron el nacimiento de diversas corrientes políticas e ideológicas que marcaron los límites y las libertades del poder.
EJE TEMÁTICO 2
TERRITORIO, ECONOMÍA Y TRABAJO
Sociedades originarias / Colonia / Época Republicana

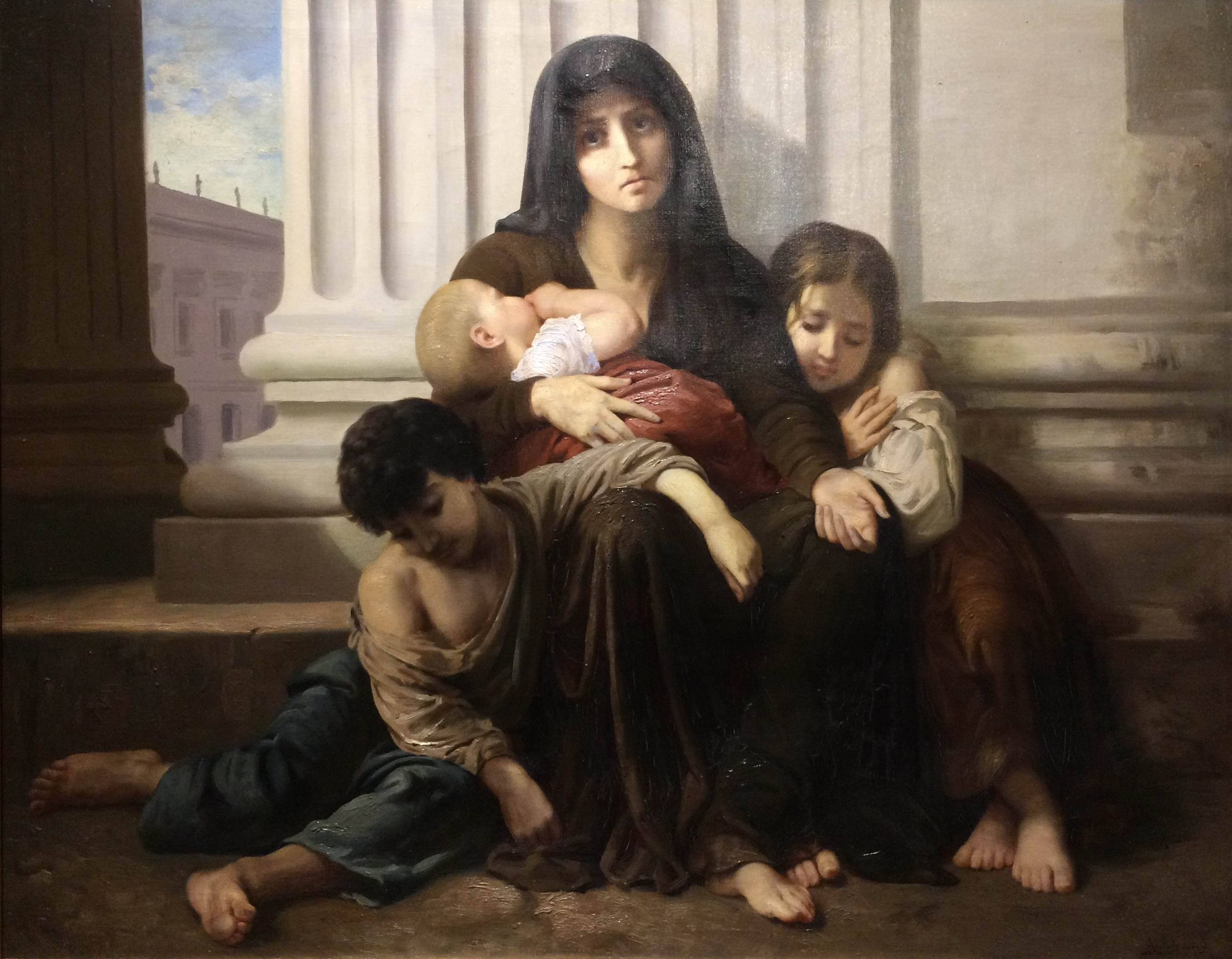
La Caridad (ca. 1920), óleo sobre lienzo de Antonio Salguero Salas.

Desde el descubrimiento de la agricultura y la conformación de las sociedades sedentarias en la antigüedad, el trabajo ha estado vinculado al reconocimiento del territorio y a formas organizadas de manejo de los recursos. Luego de la conquista inca y la posterior colonización española, el territorio y la economía estuvieron orientados al concepto de propiedad, desde una perspectiva jerárquica de dominación y exclusión.
Las élites coloniales establecieron esquemas de diferenciación con respecto a la migración campesina hacia las urbes, y a la población mestiza que aumentaba su representatividad desde los gremios laborales. Este último grupo generó redes de intercambio social y económico con cierto nivel de movilidad social. Las diferencias étnicas y raciales entraron en conflicto con una élite criolla que no asimilaba el proceso de mestizaje. Las luchas de estatus y poder se promulgaron en diversos contextos geográficos.
La República trajo pocos cambios en las formas feudales de trabajo, pero con la Revolución Liberal aparecieron las primeras asociaciones obreras y se dictaron leyes que eliminaron paulatinamente las formas coloniales de explotación laboral. En 1925, con la Revolución Juliana, se evidenció una evolución en los derechos laborales, que culminó con la aprobación del Código del Trabajo en 1938.
Antes de la Primera Reforma Agraria de 1964 en el Ecuador, la tenencia de la tierra aún mantenía formas de producción de herencia colonial. La concentración de los recursos territoriales en pocas manos o latifundio, provocó una extrema desigualdad en la distribución de los ingresos. En 1973 se emitió una nueva Reforma Agraria, con la que el proceso de descentralización de la tierra y el fortalecimiento de sectores afectados avanzaron notablemente.

### Sala de la Metalurgia Prehispánica
En esta renovada sala se muestra una delicada y fina colección de objetos trabajados en oro, plata, cobre y platino por las diferentes sociedades originarias del antiguo Ecuador, iniciando con las fases más tempranas de la metalurgia prehispánica en el período Formativo Tardío (ca. 1.500 a. C.) hasta los metales trabajados en tiempos de los incas en el 1500 d. C. Destaca en esta sala la famosa máscara del Sol de oro y platino que perteneciera a la colección de Max Konanz y que fue realizada por los orfebres de la cultura Tumaco-La Tolita (500 a. C.-500 d. C.). Además se exhiben orejeras, narigueras, pectorales, pinzas depilatorias, coronas, collares y bastones de mando de las culturas Bahía, Jama-Coaque, Manteño-Huancavilca, Puruhá, Pastos, La Florida e incas.
La sala fue rediseñada para tal efecto por el arqueólogo e investigador colombiano Roberto Lleras en colaboración con el arqueólogo Santiago Ontaneda y Estelina Quinatoa, curadora de la reserva de arqueología y oro del Museo Nacional.

### Sala de Arte Colonial

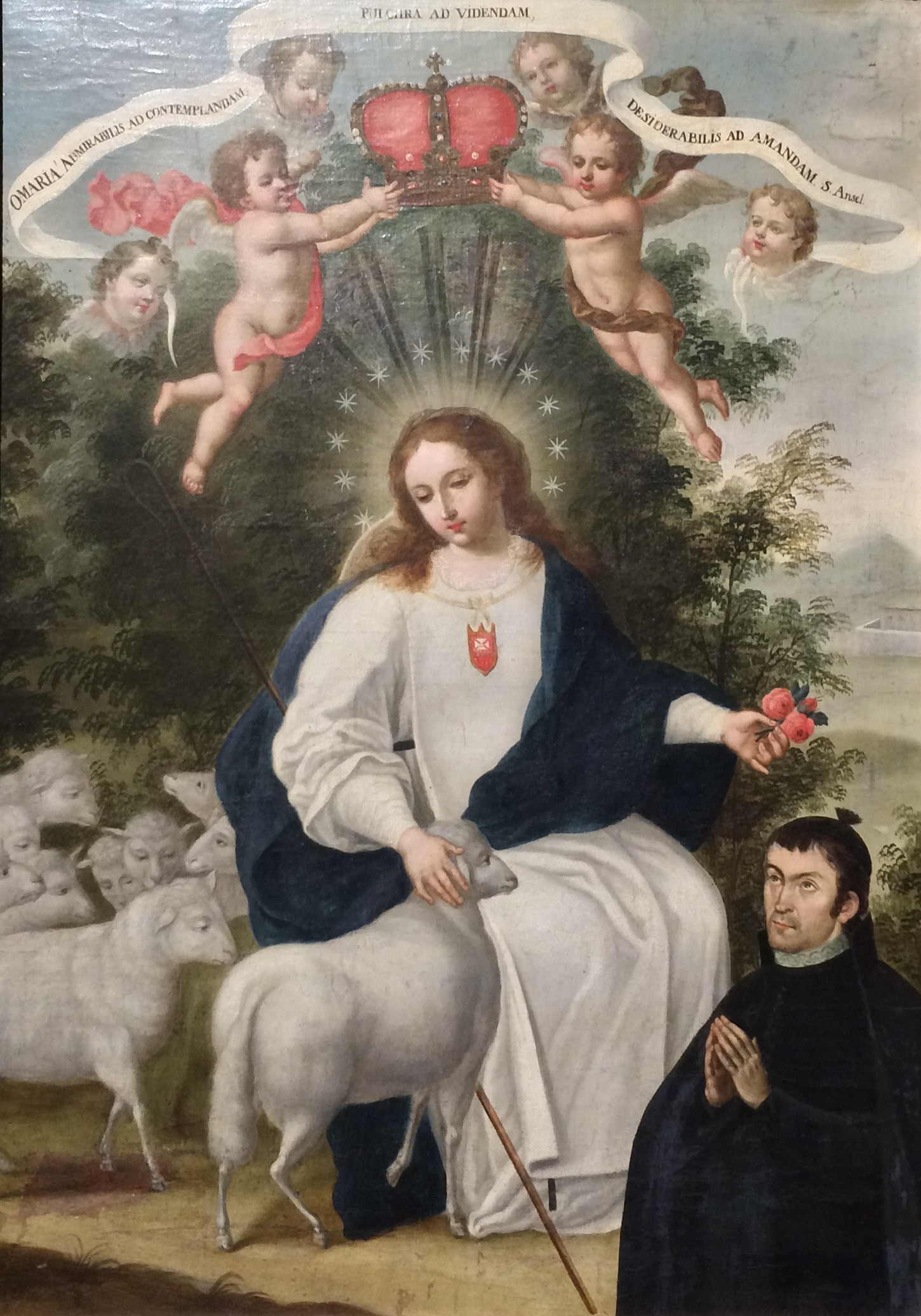
Divina pastora con donante, óleo sobre lienzo de Manuel Samaniego.

Con un retablo barroco del siglo XVIII de origen cuencano se da inicio a la sala que contiene una colección de objetos que recrean el pensamiento de tres siglos de dominación colonial hispánica. Desde esculturas hieráticas de santos y vírgenes traídas desde España en los siglos XVI y XVII, hasta obras maestras de insignes artistas coloniales de la renombrada Escuela Quiteña, conformadas por Miguel de Santiago, Bernardo de Legarda y Manuel Chili Caspicara.

## Salas de Exposiciones Temporales
El MUNA-Q cuenta con salas para exposiciones temporales destinadas a la difusión de sus ricos acervos de historia, arte y arqueología. Actualmente se encuentra la exposición "Representaciones ancestrales y colores del cosmos", sobre la semiótica del diseño de los platos elaborados por los alfareros de las antiguas civilizaciones de la provincia del Carchi en el norte andino de Ecuador. 

## Museo y Educación
Como una labor fundamental de los museos del siglo XXI, el MUNA-Q tiene un departamento educativo llamado "El MUNA-Q Educa", el mismo que es un espacio donde un equipo de educadores crea, planifica y desarrolla programas educativos dirigidos a acercar el patrimonio a los públicos. Dentro de esta tarea, el museo cuenta con mediadores culturales que se encargan de atender a los visitantes y de generar experiencias educativas que permitan a niños, jóvenes y adultos aprender de mejor forma la historia milenaria del Ecuador. Hay un menú de visitas comentadas y mediadas que se ofrecen a los usuarios de los espacios del museo.
El museo ofrece itinerarios para conocer sus colecciones de mejor manera y acorde a las edades de cada visitante.

### Educación inicial y básica
Itinerarios diseñados para niñas y niños desde 5 a 12 años que incluyen la visita comentada y mediada usando las Estrategias del Pensamiento Visual (VTS), por sus sigas en inglés y algunas actividades lúdicas, además de contener material para que los docentes puedan realizar actividades en el aula de clase.

### Educación secundaria
Para los colegios, el museo ofrece itinerarios para reflexionar y repensar la historia y sus distintos procesos a través de los objetos de la colección que se exhibe de forma permanente. Los docentes tendrán tareas que podrán desarrollar después de su visita cuando estén en el aula de clase. 

### Educación superior y visitas transversales
Las colecciones de las culturas ancestrales, metalurgia prehispánica y arte colonial no deben servir sólo para el aprendizaje de la historia ecuatoriana, sino que pueden servir para tratar temas transversales como el arte, la estética, la historia universal, visiones del cuerpo, luz y sombras a través de los siglos. 

### Educación especial
El museo cuenta con itinerarios diseñados para públicos con capacidades especiales. Ver, sentir, escuchar y tocar son algunas de las premisas de un menú de opciones que se ponen al alcance de estos visitantes que ahora son parte fundamental de la razón de ser de los museos del siglo XXI. 

### Educación social
La subsecretaría Técnica de Memoria social a través del MUNA-Q pone a consideración de las audiencias más vulnerables del Ecuador, una serie de programas que buscan incluir a todos los colectivos que conforman nuestra sociedad tales como músicos, artistas de la calle, jóvenes en situación de riesgo, adultos en rehabilitación, mujeres violentadas, GLBTIs y todas las organizaciones comunitarias que hacen vida en nuestro país y que quieran hacer uso de nuestros espacios con fines de educación y recreación. 
Visitas comentadas de acuerdo a las edades y a los programas que tenemos, así como charlas, talleres, mesas redondas o cine foros serán los espacios destinados al trabajo social cuya idea es transformar a los museos en espacios de encuentro de la diversidad.